# Acrotocepheus grandis
Acrotocepheus grandis är en kvalsterart som beskrevs av Sandór Mahunka 1973. Acrotocepheus grandis ingår i släktet Acrotocepheus och familjen Otocepheidae. Inga underarter finns listade i Catalogue of Life.